# Fetischismus (Religion)

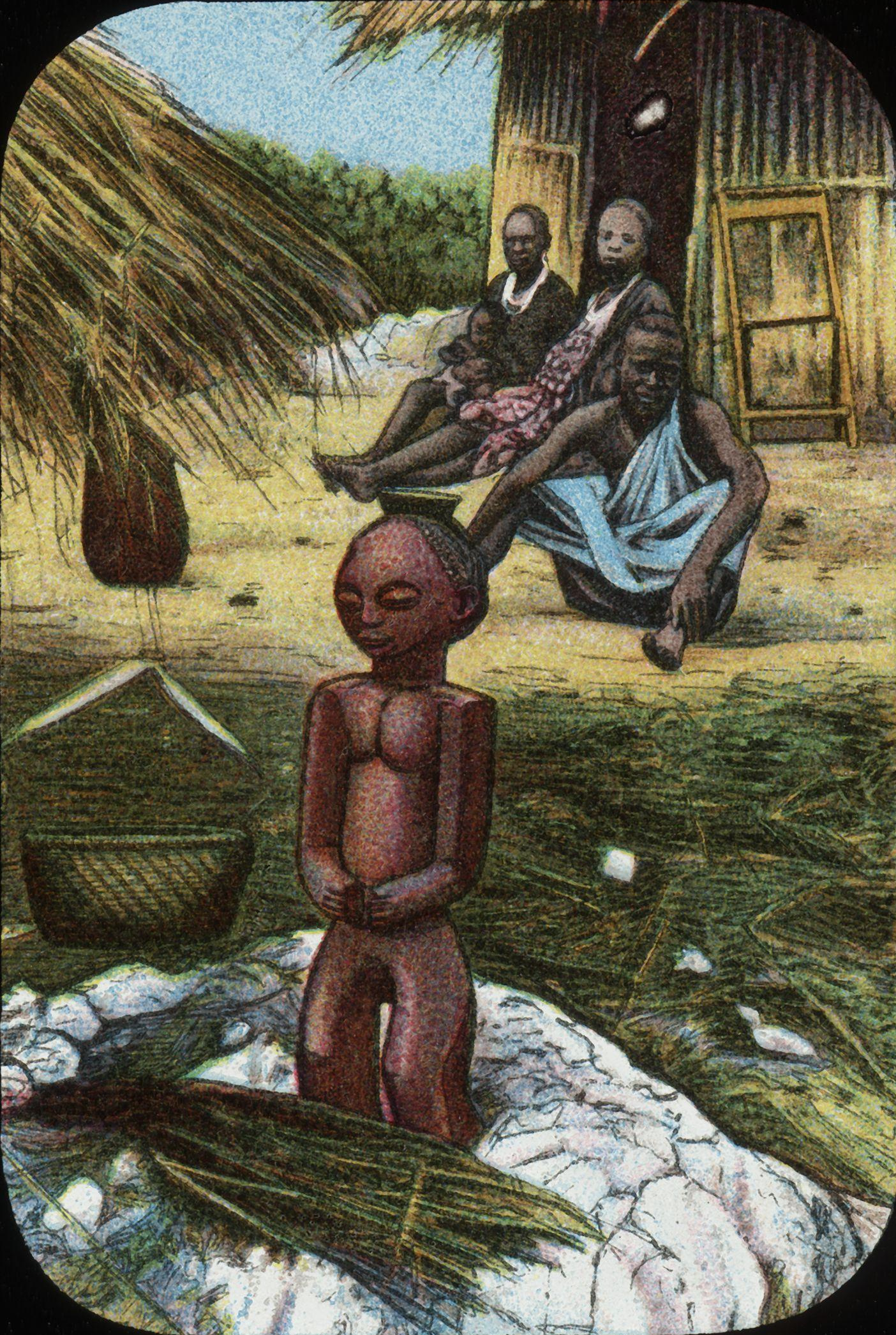
Darstellung eines südafrikanischen Fetischs von der London Missionary Society, circa 1900.

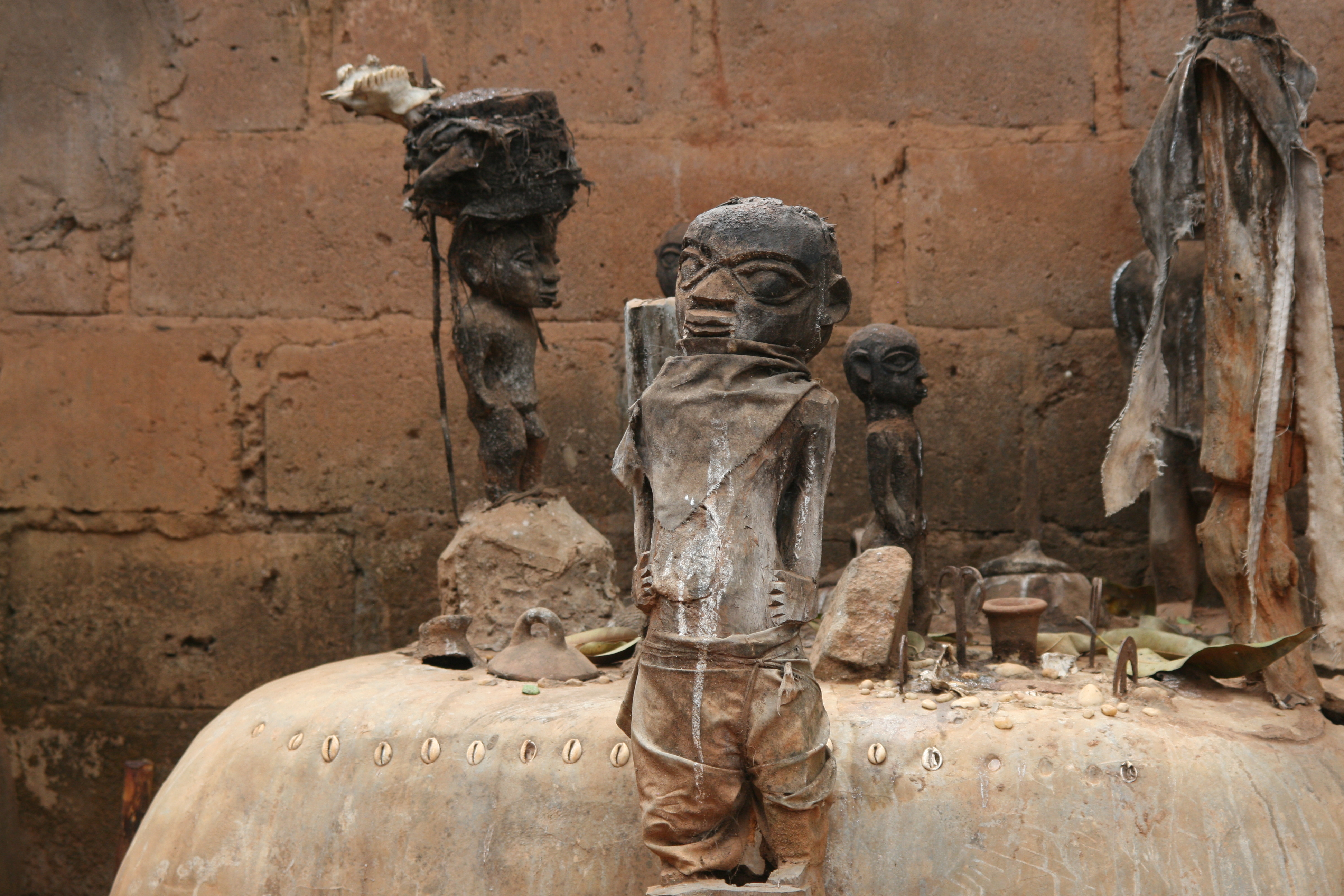
Fetisch-Altar des Voodoo

Fetischismus (lateinisch facticius: nachgemacht, künstlich; französisch fétiche: Zauber[mittel]) bezeichnet im religiösen Sinn den Glauben an übernatürliche persönliche Geister oder unpersönliche Mächte, die in bestimmten Gegenständen wohnen, und deren Verehrung als heilige Objekte. Die Kraft eines Fetischs kann durch Geschenke oder Opfer aktiviert und gesteigert werden. In diesem Sinne müssen Fetische wie Menschen behandelt werden, um ihre Kraft zu entfalten. Prinzipiell kann jeder Gegenstand zum Fetisch werden.
Diese ursprünglich aus Westafrika stammende religiöse Praxis kann als eine Spielart des Animatismus (alles ist belebt) bzw. des Animismus (alles ist beseelt) interpretiert werden. Der französische Geograph Charles de Brosses sah darin 1760 in seinem Buch Du culte des dieux fétiches sogar den Ursprung oder zumindest einen Bestandteil einer „universalen Urreligion“, was stark kritisiert wurde (siehe Animismus in der  Religionstheorie). In dieser Tragweite gilt das Konzept des Fetischismus heute als überholt (siehe auch Sackgassen der ethnologischen Religionsforschung). Von Anfang an ist der Begriff in pejorativer (abwertender) Weise für religiöse Objekte aller Art verwendet worden. Das breite Spektrum der als Fetisch bezeichneten Objekte führte zu einer Verwässerung der Begriffsbedeutung. Oft wurden Objekte, weil sie aus europäischer Sicht in keine andere Kategorie passten, inflationär als Fetische klassifiziert. Daher werden in der modernen Ethnologie derartige rituelle Gegenstände heute meist „Kraftfiguren“ genannt.
Verbreitet ist der Fetischismus (z. B. Voodoo) heute noch vor allem in Westafrika (speziell Benin) und bei den spiritistischen afroamerikanischen Religionen.

## Wortverwendung

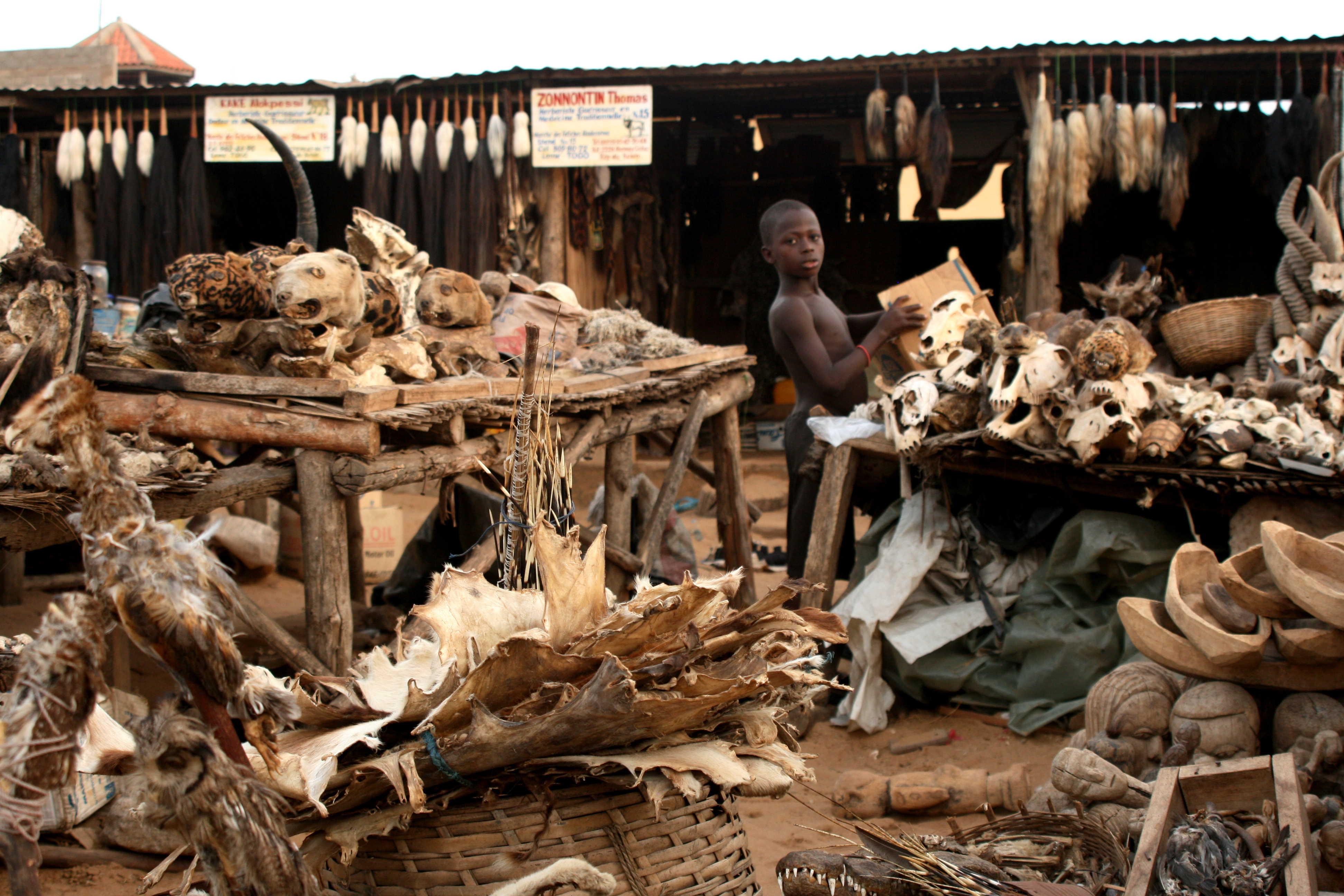
Voodoo-Fetischmarkt in Lomé, Togo, 2008

Fetischismus ist eine -ismus-Bildung zu Fetisch, von französisch fétiche, dieses nach portugiesisch feitiço „unecht“, „künstlich“, „nachgemacht“; „Zauberei“, „Hexerei“, von lateinisch factīcius „nachgemacht“. Die Etymologie ist dieselbe wie beim sexuellen Fetischismus.
In einer Ausweitung des Begriffs auf den nichtreligiösen und atheistischen Bereich umfasst der Begriff Fetischismus – vor allem im Sinne von Karl Marx – auch die religionsähnliche „irrationale“ Verehrung von Objekten mit besonderer Bedeutung für die eigene Identität, denen besondere Wirkungsmacht auf das subjektive Wohlbefinden zugetraut wird, sowie nach Sigmund Freud „emotionale Fixierungen“ in unserer Gesellschaft (siehe Begriffsklärung Fetischismus).

## Zum Begriff
Der Begriff Fetischismus geht von der westlich geprägten Unterscheidung von Gottheit(en) und Schöpfung einerseits und von belebter und unbelebter Natur andererseits aus. Nur Göttern und Lebewesen wird in diesem Denken – wenn überhaupt – eine über das Physisch-physikalische hinausgehende Wirkungsmacht zugetraut (Somatismus in der Medizin). Ethnische Religionen kennen diese Unterscheidungen häufig nicht. Daher ist der Fetischismus ein eurozentrisches Konstrukt. Der Begriff des Fetischismus ist kein Klassifikationsmerkmal eines bestimmten Religionstyps. Diese ursprüngliche Bedeutung, wie sie etwa Auguste Comte mit seinem Drei-Stadien-Gesetz vertrat, zog im 20. Jahrhundert zunehmende Kritik auf sich, so dass die Bezeichnung schließlich fallen gelassen wurde.

## Abgrenzung zu ähnlichen Objekten
Der Begriff Fetisch findet zum Teil nach wie vor Verwendung. Die weit gefasste Bedeutung des obsoleten Fetischismus hat dazu geführt, dass ähnliche Objekte mit Fetischen verwechselt oder gleichgesetzt wurden. Deshalb wird der Begriff heute häufig durch die einheimischen Bezeichnungen ersetzt, um dies zu vermeiden.
In diesem Sinne sind – wie häufig fälschlich zu finden –
- Talismane (speziell hergestellte, spirituell geweihte Glücksbringer),
- Amulette (speziell hergestellte, spirituell geweihte, magisch beladene Objekte, die vor Schäden und Krankheiten schützen)
- Idole (Abbild, Symbol eines Gottes)
- Totems (geheiligtes Gruppenabzeichen, das die Verwandtschaft mit einer bestimmten Naturerscheinung belegt)
- Tjuringas (magisch-heilige Objekte einiger Aborigine-Stämme – häufig aus Holz oder Stein –, ähnlich Totems)
- Medizinbeutel (Aufbewahrungsort für sakrale Gegenstände bei nordamerikanischen Indianern)

keine Fetische.